# Cyrtonastes weisei
Cyrtonastes weisei is een keversoort uit de familie bladkevers (Chrysomelidae). De wetenschappelijke naam van de soort werd in 1884 gepubliceerd door Edmund Reitter.